# Prager Secession
Prager Secession (1928–1937) byl nejvýznamnější spolek německy hovořících výtvarníků v Praze před druhou světovou válkou. Secese v jeho názvu znamená „vydělení, vymezení ve smyslu exkluzivity členství a také rozchod s oficiálním uměním“, nikoli odkaz k výtvarnému stylu Secese (něm. Jugendstil) a spíše navazuje na podobný spolek v Německu – Berliner Secession, který původně vznikl (1898) jako jakýsi Salon odmítnutých nebo nezávislých.

Jádrem Prager Secession byli členové zaniklého spolku Junge Kunst.

## Historie spolku
Spolek přijal poněkud upravené a doplněné česky psané stanovy Junge Kunst a zahájil činnost Valnou hromadou dne 28.11.1928. Novým členem se stal profesor pražské Akademie Willi Nowak.
Vedení tvořilo volené osmičlenné předsednictvo s předsedou Maximem Kopfem, hodnotící výběrovou komisí pro výstavy (Mary Duras, Fritz Kausek, Maxim Kopf, Willi Nowak, Ludwig Püschel, Charlotte (Lotte) Radnitz, Karl Vogel, Karl Wagner) a čtyřčlennou komisí pro instalaci výstav (Mary Duras, Fritz Kausek, Maxim Kopf a Karl Vogel).
Důležitými novými členy spolku byli zakladatelé – vesměs příslušníci vážených šlechtických a podnikatelských rodin (hrabě Colloredo-Mansfeld, Otto Federer, dr. Ernst Kaun, dr. Karl Osthof, dr. Rolf Passer, Rosa Stutzová, Max a Anne Schmiedovi), sochař Karl Vogel a Friedrich Weinmann z Ústí nad Labem. Roku 1930 se k zakladatelům připojila pražská zednářská lóže Adoniram zur Weltkugel a následujícího roku šlechtic Boos-Waldek, bankovní dům Petschek a firma L. & C. Hardmuth z Českých Budějovic. Již od svého založení měl spolek vysoký počet neméně úctyhodných přispívajících členů z řad podnikatelů, bankéřů, sběratelů umění a pražské vědecké a kulturní elity (až 133 v roce 1931). Výstavám dodávali respekt a mezinárodní charakter tzv. korespondenční členové, kteří příležitostně obesílali spolkové výstavy. Zvláštní pozornost přitahovali zvaní hosté, kterých bylo v historii výstav Prager Secession celkem sedm a jejichž výběr a přítomnost dokládá umělecké směřování, ambice a zahraniční kontakty sdružení. Během let 1929–1937 se na výstavách Prager Secession v Krasoumné jednotě v Praze prezentovalo celkem sedmdesát čtyři umělců.

## Členové spolku

### Zakládající
- Maxim Kopf, předseda 1929–30
- Willy Nowak, profesor Akademie, předseda 1930
- Karl Wagner, předseda 1931
- Karl Vogel, předseda 1932–33
- Friedrich Feigl, předseda 1934–39
- Fritz Kausek, místopředseda
- Otto Kletzl, jednatel
- Arnold Schück, revisor
- Ernst Süssland, revisor
- Ludwig (Ludvík) Püschel, zapisovatel, později jednatel
- Mary Duras, zapisovatelka
- Anton Bruder
- Alfred Dorn
- Karl Klein
- Riko (Emerich) Mikeska
- Grete Passer-Schmied
- Martha Schöpflin
- Richard Schrötter
- Charlotte Schrötter-Radnitz
- Gabriele Waldert
- Alois Rudolf Watznauer

### Přijatí později
- Wilhelm Klier, malíř, Karlovy Vary (od r. 1931)
- Josef Dobrowsky, malíř, Karlovy Vary (od r. 1931)
- Oswald Hofmann, sochař, Kadaň (od r. 1931)
- Kurt Hallegger, malíř, Šumperk (od r. 1932)
- Richard Fleissner, malíř, Jablonec nad Nisou (od r. 1932)

### Korespondenční členové
- Josef Hegenbarth, Drážďany
- Georg Kars, Paříž
- Anton Kolig, Stuttgart
- Alfred Kubin, Wernstein
- Moriz Melzer, Berlín

### Zvaní hosté
- Carl Hofer, (1929, 1930)
- Wilhelm Thöny, (1929, 1935, 1936)
- Max Beckmann, (1930)
- Oskar Kokoschka, (1930, 1936, 1937), členem 1936
- Paul Klee, (1931, 1936), členem 1936
- Georg Kolbe, (1931)
- Elisabeth Wolff (1934)

Kromě zvaných hostů se výstav zúčastnilo dalších 38 umělců jako hosté, mezi jinými Egon Adler, Jan Alster, Jakub Bauernfreund, Felix Bibus, Edith Fleissner-Plischke, Kurt Gröger, Hella Guth, Karl May, Maria(Mia) Münzer-Thorwart, Endre Nemes, Viktor Planckh, Rudolf Pollak, Gertrude Salus, Ilona Singer-Weinberger, Max Slevogt, Fritz J. Stonner, Inge Thiele-Peschka, Otto Ungar, Oswald Voh.

## Tvorba členů
Téměř všichni mladší členové Prager Secession strávili ve 20. letech nějaký čas v Paříži a byli ovlivněni francouzským uměním. Paralelně s francouzskými vlivy se však v německo-českém umění latentně, ale vytrvale prolínají také německá nová věcnost (August Brömse a skupina Die Pilger) a v určité omezené míře také italské vlivy – pittura metafisica.
Podle kritika legionářského deníku Národní osvobození (V. Nikodém), který hodnotil první výstavu spolku, »Pražská secese«, je umělecké sdružení s programem moderním, pokrokovým a kvalitním a obrací se od expresionismu, výtvarné abstrakce a surrealismu k jakémusi modernímu výtvarně zainteresovanému realismu, na jedné straně temperamentně robustnímu, na druhé výrazově rafinovanému a kultivovanému“. Snad všichni čeští recenzenti uvedli francouzské příklady, ale téměř nikdo z nich nezmínil analogie v umění německém, které zde bylo cizí.

## Výstavy
Prager Secession uspořádala s roční periodou v Praze v letech 1929–1937 celkem devět výstav pod záštitou Krasoumné jednoty ve výstavní síni Pštrossova 12, Praha 1. Mimopražské výstavy se uskutečnily také v Českých Budějovicích, Brně, Ostravě a Košicích (1931), Teplicích (1933). Členové Prager Secession byli zastoupeni na mezinárodních výstavách v Karlových Varech a v Norimberku (1931), koncem třicátých let také na Zlínských salonech. Poslední podzimní výstava roku 1938 se vzhledem ke společenské atmosféře po Mnichovské dohodě už neuskutečnila.